# Christoph Rieger
Christoph Rieger (* 1984 in Potsdam als Christoph Peter) ist ein deutscher Kulturmanager und Literaturvermittler.

## Leben
Christoph Rieger studierte von 2004 bis 2010 Theater-, Film- und Medienwissenschaften, Soziologie und Psychologie an der Johann Wolfgang Goethe-Universität Frankfurt am Main und an der Aberystwyth University. Von 2005 bis 2010 war er freier Mitarbeiter im Film- und Kinobüro Hessen in Frankfurt am Main. Seit 2011 leitet Rieger die Sektion Internationale Kinder- und Jugendliteratur des Internationalen Literaturfestivals Berlin. 2012 initiierte er den jährlich vergebenen Literaturpreis Das außergewöhnliche Buch. 2013 erschien das von Rieger als Co-Herausgeber publizierte Buch Schlüssel für die Zukunft – Welche Kinder- und Jugendliteratur braucht Europa?. Von 2014 bis 2017 war er Mitglied im Rat für die Künste. Seit 2015 kuratiert Rieger das Kinder- und Jugendprogramm des Internationalen Literaturfestivals Odessa. Von 2016 bis 2018 war er Mitglied der Jury des von der ZEIT und Radio Bremen vergebenen Literaturpreises Luchs des Monats. 2017 leitete Rieger das Versfest Berlin. 2020 steuerte er Literaturempfehlungen zu dem Buch Lesen macht stark bei. 2021 berief das Bundesministerium für Familie, Senioren, Frauen und Jugend Rieger zusammen mit Rotraut Susanne Berner und Kirsten Winderlich in die Jury des Deutschen Jugendliteraturpreises, in der sie für die Vergabe der Sonderpreise 2022 im Bereich Illustration verantwortlich sind. Seine Kritiken von Kinder- und Jugendbüchern sind in JuLit, Dein Spiegel und der ZEIT erschienen.
Seit 2011 organisiert Rieger für die Sektion Internationale Kinder- und Jugendliteratur des Internationalen Literaturfestivals Berlin jährlich rund 100 Veranstaltungen für Kinder und Jugendliche. Bei diesen traten unter anderem Elizabeth Acevedo, André Aciman, John Boyne, Jennifer Clement, Frank Cottrell Boyce, Julia Donaldson, Roddy Doyle, Can Dündar, Cornelia Funke, John Green, Robert Habeck, Peter Härtling, Navid Kermani, Judith Kerr, Jon Klassen, John McWhorter, Patrick Ness, Mirjam Pressler, Jason Reynolds, Meg Rosoff, Boualem Sansal, Axel Scheffler und Angie Thomas auf. Innerhalb der Festivalsektion für Kinder und Jugendliche leitete er außerdem die Projekte Eine Geschichte für Europa (2012), Kulturen des Vertrauens (2014), Visions 2030 (2015), Reading the Currents (2017), Automatic Writing 2.0 (2019), Visionen der Bioökonomie (2020 und 2021), sowie Länderschwerpunkte zur Kinder- und Jugendliteratur in Flandern und den Niederlanden (2016), in der Schweiz (2018), in Norwegen (2019) und in Kanada (2021).
Christoph Rieger lebt in Berlin.

## Schriften
- Birte Hendricks, Christoph Rieger und Ulrich Schreiber (Hg.): Schlüssel für die Zukunft – Welche Kinder- und Jugendliteratur braucht Europa?, Vorwerk 8, Berlin 2013, ISBN 978-3-940-38461-4.
- Buchempfehlungen für das Buch: Pamela Paul, Maria Russo: Lesen macht stark. Übersetzt von Anja Malich. Rowohlt, Hamburg 2020, ISBN 978-3-499-00464-3.